# Garnberg (Gemeinden Hollenstein, Opponitz)
Garnberg im Ybbstal der Eisenwurzen in Niederösterreich ist eine Katastralgemeinde und Ortschaft der Gemeinde Hollenstein an der Ybbs im Bezirk Amstetten, ein Ortsteil gehört zu der Gemeinde Opponitz.

## Geographie
Die Ortschaft umfasst die linksseitigen Hang- und Tallagen des Tales der Ybbs, halbwegs zwischen Opponitz und Hollenstein. Dazu gehören insgesamt zehn Gebäude mit etwa 15 Einwohnern, das sind die Einzellagen Döstelberg, Schmuckenhof und Garnberg – das letztere gehört zur Ortschaft Thann der Gemeinde Opponitz – und insbesondere auch Schloss Hohenlehen mit dem Meierhof Waldbauernschule, der heutigen Landwirtschaftlichen Fachschule Hohenlehen.
Zur Hollensteiner Katastralgemeinde Garnberg gehören neben der Ortschaft Garnberg auch die Ortschaft Thalbauer in der Talung unterhalb der Pichlhöhe (Saurüssel), dem Passübergang nach Weyer in Oberösterreich, und die Ortslage Mühlau der Ortschaft Hohenlehen, den sonst ybbs-rechtsseitigen Ortslagen.

### Nachbarortschaften und -katastralgemeinden
| KG Gaflenz (Gem. Gaflenz, Bez. Steyr-Land, OÖ)                                 |                                              | Thann (KG, Gem. Opponitz)                          |
| KG Pettendorf (Gem. Gaflenz, Bez. Steyr-Land, OÖ)                              | Kompassrose, die auf Nachbargemeinden zeigt  |                                                    |
| Thalbauer (Gem. Hollenstein a.d.Y.) KG Pichl (Gem. Weyer, Bez. Steyr-Land, OÖ) | KG Großhollenstein (Gem. Hollenstein a.d.Y.) | Hohenlehen KG Krengraben (Gem. Hollenstein a.d.Y.) |

## Geschichte
Das Ortschaftsgebiet gehörte im späteren 19. Jahrhundert zur Ortsgemeinde Groß-Hollenstein, genauso wie Thann.
Bis 1906 kaufte Gustav Davis, späterer Gründer der Kronen Zeitung, die Gründe zwischen Opponitz und Kleinhollenstein, und formte daraus, nachdem das Tal mit Bau der Ybbstalbahn 1896 erreichbar wurde, das Gut Hohenstein, seinerzeit ein Forst- und Jagdgut im Ausmaß von etwa 1500 Hektar, zu dem auch ab 1913 – aber nur bis nach dem Ersten Weltkrieg – auch das nördlich gelegene Gut Seeburg gehörte.
Heute gehört Thann (mit dem Gehöft Garnberg) zu Opponitz, die Ortschaft Garnberg (mit dem Schloss und Bergbauernschule) zu Hollenstein.